# مایکل ریکتس
مایکل ریکتس (به انگلیسی: Michael Ricketts) بازیکن فوتبال زادهٔ ۴ دسامبر ۱۹۷۸ اهل انگلستان است که سابقهٔ بازی در تیم ملی فوتبال انگلستان را در کارنامهٔ خود دارد. وی در تاریخ ۱۳ فوریه ۲۰۰۲ تنها بازی ملی خود را در مقابل تیم ملی فوتبال هلند انجام داد.